# Turpanski vodni sistem
Turpanski vodni sistem (lokalno imenovan karez, ujgursko كارىز, latinizirano: kariz) v Turpanu, je v Turpanski depresiji Šindžjang na Kitajskem. Je tunelski sistem kanalov, ki so jih zgradili ljudje Turpana. Beseda karez pomeni 'izvir' v lokalnem ujgurskem jeziku. Turpan ima vodni muzej (zavarovano območje Ljudske republike Kitajske), ki je posvečen prikazu vodnega sistema karez in razstavlja tudi druge zgodovinske artefakte.
Turpanski sistem je bil ključnega pomena za razvoj območja, saj je pomemben ostanek oaze na starodavni Svilni cesti, ki obkroža neplodno in sovražno puščavo Takla Makan. Turpan dolguje svojo blaginjo vodi, ki jo zagotavlja njen vodovodni sistem.

## Opis
Turpanski vodni sistem karez je sestavljen iz serije vertikalno izkopanih vodnjakov (jaškov), ki jih nato povezujejo podzemni vodni kanali, ki zbirajo vodo iz porečja vodonosnikov in odtokov iz dna pogorja Tienšan (Tian Shan) in bližnjih Gorečih gora (Hyànshān). Kanali usmerjajo vodo do površine, pri čemer izkoriščajo tok, ki ga zagotavlja gravitacija vzdolžnega naklona Turpanske depresije. Kanali so večinoma pod zemljo, da se zmanjša izhlapevanje vode. Pobočje mora biti dovolj dolgo, da doseže večje razdalje, saj so kanali le pod vplivom gravitacije.
Sistem ima jaške, jezove in podzemne kanale, zgrajene za shranjevanje vode in nadzor količine vode. Vertikalni jaški se izkopljejo na različnih točkah, da se dotaknejo podtalnice, ki teče navzdol po poševnem zemljišču od izvira oziroma gorskega odtoka. Voda se nato kanalizira skozi podzemne kanale, izkopane od dna enega do naslednjega jaška, nato pa do želenega cilja, Turpanskega namakalnega sistema. Ta namakalni sistem izvira iz Perzije (sistem kanatov), in je bil prilagojen razmeram na Kitajskem. Zgodovinske in arheološke raziskave prepričljivo kažejo na izvor te tehnologije, ki prihaja iz več zahodnih regij skupaj z avtohtonimi novostmi.
V Šindžjangu je največje število kareških vodnjakov v Turpanski depresiji, kjer jih je danes še več kot 1100 in kanalov skupne dolžine več kot 5000 kilometrov. Lokalna geografija omogoča sistemu praktičnost za namakanje in druge namene. Turpan je v drugi najgloblji geografski depresiji na svetu, s površino več kot 4000 km² pod morsko gladino in s tlemi, ki tvorijo trdno kotlino. Voda naravno teče navzdol iz bližnjih gora v deževni sezoni v podzemnem toku v nizke depresijske bazene pod puščavo. Turpansko poletje je zelo vroče in suho z obdobji vetra in prenašanja peska.

## Pomen
Voda je bila ključnega pomena za Turpan, tako da bi mesto v oazi lahko služilo številnim karavanam ob Svilni cesti, ki so tam počivale na poti, ki je potekala po puščavi Takla Makan. Karavane so sestavljali trgovci in misijonarji s svojim oboroženim spremstvom, živali, vključno s kamelami, včasih na tisoče, skupaj z vodniki kamel in drugo osebje, ki bi lahko ostali en teden ali več. Karavane so potrebovale pašnike za svoje živali, počivališča, trgovske bazarje za poslovanje in nabavo hrane in vode.

## Ogrožen zaradi globalnega segrevanja
V Šindžjangu je 20.000 ledenikov – skoraj polovica vseh ledenikov na Kitajskem. Voda iz ledenikov je preko podzemnih kanalov zagotovila stabilen vodni vir skozi celo leto, neodvisno od sezone, tisoče let. Vendar so se od 1950-ih, zaradi globalnega segrevanja ozračja, ti ledeniki umaknili od 21 % do 27 %, kar že ogroža kmetijsko dejavnost v regiji.